# 国艺美术馆

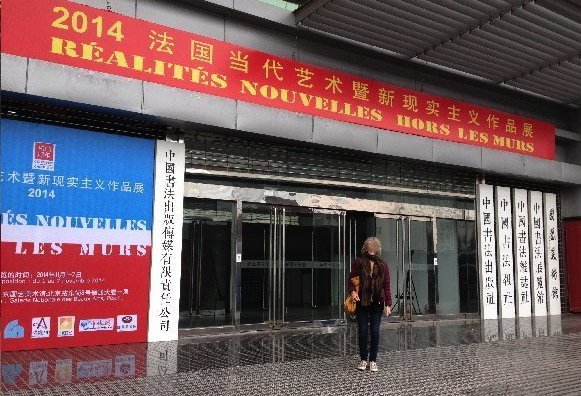
2014年11月1日至7日，在国艺美术馆举办“2014法国当代艺术暨新现实主义作品展”

国艺美术馆，位于北京市东城区北京站东街8号。

## 简介
2012年12月2日，由国艺华文（北京）文化发展有限公司投资兴建的国艺美术馆在北京站东街8号正式开馆。当天，国艺美术馆暨北京慈善协会“文化艺术教育资金”启动仪式在北京站东街8号的国艺美术馆举行。该馆面积近5000平方米，展线约为1000多米。该馆馆名由中国美术家协会主席刘大为题写。
国艺美术馆青岛中心隶属于北京的国艺美术馆，位于山东省青岛市市南区香港中路89号琴岛大厦三层，展馆面积500余平方米。